# Arnaldo Forlani
Arnaldo Forlani (Pesaro, 8 de dezembro de 1925 – Roma, 6 de julho de 2023)  foi um jornalista e político italiano. Foi o primeiro-ministro da Itália de 18 de outubro de 1980 até 28 de junho de 1981.